# Frauenliebe und -leben
Dragoste și viață de femeie (germană: Frauenliebe und -Leben ), op. 42, este un ciclu de lieduri compus de Robert Schumann în anul 1840 pe versuri de Adelbert von Chamisso, și este conceput sub semnul iubirii față de Clara Wieck. 
Ciclul Dragoste și viață de femeie este compus dintr-un număr de opt lieduri și prezintă evoluția sentimentului de dragoste a unei tinere fete din momentul în care îl cunoaște pe iubitul inimii sale până în momentul în care moartea îl răpește pe erou de lângă aceasta. 
Această lucrare muzicală i-a fost dedicată prietenului său, necăsătorit, Oswald Lorenz. 
Acest ciclu de lieduri reprezintă o lucrare muzicală de o înaltă valoare artistică, o capodoperă a genului, nu doar în contextul creației schumanniene, dar și al artei romantice a secolului al XIX-lea. 

## Liedurile ciclului
1. „Seit ich ihn gesehen“ („L-am văzut...“)
2. „Er, der Herrlichste von allen“ („O, din toți, el strălucește...“)
3. „Ich kann's nicht fassen, nicht glauben“ („Nu pot pricepe, nici crede...“)
4. „Du Ring an meinem Finger“ („Inelul de pe degetul meu...“)
5. „Helft mir, ihr Schwestern“ („Ajutați-mă, dragi surioare...“)
6. „Süßer Freund, du blickest“ („Prieten bun...“)
7. „An meinem Herzen, an meiner Brust“ („La piept te strâng, în inima mea...“)
8. „Nun hast du mir den ersten Schmerz getan“ („Acum mi-ai pricinuit prima durere...“)

## Comentarii
În acest ciclu vocal Robert Schumann ni se înfățișează ca un poet al muzicii, atenția sa îndreptându-se spre poezia lirică a lui Adelbert Louis de Chamisso. Ceea ce i-a legat pe poet și pe muzician a fost acea fericită suprapunere a mesajului pe care îl degajau versurile lui Chamiso și acela pe care compozitorul îl dorea comunicat în acel moment al vieții sale. Ideea cheie este cea a dragostei, sentiment împins de Chamiso chiar până dincolo de moarte. Este vorba în acest caz de o îmbinare a idealului poetic cu cel muzical, deși poezia lui Chamiso era departe de a se înscrie printre capodoperele poeziei romantice. Versurile poetului atât de apropiate de sufletului compozitorului s-au instituiut într-un autentic libret cu o dramaturgie pe care R. Schumann a subliniat-o cu rafinament.
Ciclul vocal Frauenliebe und -leben a fost compus în anul 1840, an în care Schumann se căsătorește cu Clara Wieck. Acest an aduce nu numai o mare împlinire in viața compozitorului, dar și finalizează un autentic proces de luptă pentru aleasa inimii sale. Nu întâmplător dedică acest ciclu vocal soției sale, Clara Schumann. Acest ciclu vocal e constituit din opt tablouri ce evocă viața sentimentală a unei femei, de la zorii sentimentului ce se înfiripă, trecând prin ziua nunții cu iluzia de fericire și bucuria plină de duioșie a maternității, până la o neașteptata schimbare, în ultimul din cele opt lieduri, care ne confruntă cu brutalitate cu moartea persoanei iubite.
Limbajul muzical al lucrării scoate în evidență una dintre particularitățile proprii creatorilor romantici (cu deosebire ale lui R. Schumann și Jean Paul - unul dintre poeții față de care avea o afinitate sufletească deosebită). Este vorba despre importanța și atenția care aceștia o acordă detaliului, faptului aparent mărunt, care devine obiect de importanță deosebită pentru actul creației. În acest sens R. Schumann caută "să pătrundă în inima poeziei", pentru el fiind esențial a reda nu doar atmosfera generală a versului, ci și sensul adânc al fiecărui cuvânt.
Această particularitate a stilului schumannian este relevată în fiecare dintre cele opt lieduri ale ciclului. Pe parcursul lor urmărim realizarea unei metafore uriașe. În primul lied eroina schumanniană este o ființă ce râvnește spre un ideal care pare de neatins (în cazul dat fiind vorba de dorința de a iubi și a fi iubită), iar în ultimul lied asistăm la năruirea tuturor speranțelor și în final chiar la pierderea celor mai prețioase valori umane: dragostea, bucuria vieții, atribuind întregului ciclu o nuanță tragică puternică.
Acest final sugerează că soarta o amenința pe tânăra femeie încă de la început. Reluarea materialului tematic al primului lied în cel de-al optulea insuflă și ideea că viața pornește de la capăt, și același ciclu se va repeta din nou și din nou. În acest sens drama eroinei schumanniene se ridică la nivelul dramei universale. În concluzie, R. Schumann, artist liric prin natura și vocația sa, se arată ca un maestru desăvârșit în genul muzical de lied, abordând cu predilecție teme de dragoste.